# Сангхар (округ)
Сангхар (урду ضلع سانگھڑ ‎, англ. Sanghar District, синдхи سانگهڙ ضلعو) — один из 23 округов пакистанской провинции Синд. Население по данным переписи 1998 года — 1 453 028 человек, из них 22,13 % проживает в городах. Ислам исповедуют 79,15 % населения; индуизм — 20,15 %; христианство — 0,49 %; другие религии — 0,13 %. На синдхи говорит 78,09 % населения округа, на урду — 7,08 %, на панджаби — 5,8 %, на белуджском — 1,73 %, на пушту — 0,99 %.
Административный центр — город Сангхар, расположен в 56 км к юго-востоку от города Навабшах.

## Административное деление
В административном отношении делится на 6 техсилов:
- Джам-Наваз-Али
- Кхипро
- Сангхар
- Шахдадпур
- Синджхоро
- Тандо-Адам-Кхан